# Aalestrup Kommune
| Daten             | Daten                               |
| ----------------- | ----------------------------------- |
| Verwaltungssitz   | Aalestrup                           |
| Fläche            | 175,73 km²                          |
| Einwohner         | 7.557 (2006)                        |
| Kommune seit 2007 | Vesthimmerland Viborg Mariagerfjord |
| Website           | www.aalestrup.dk                    |

Aalestrup Kommune war eine Kommune in Nordjütland im nördlichen Dänemark. Sie gehörte zum damaligen Amt Viborg. Entstanden war sie bei der Kommunalreform 1970 aus den folgenden Kirchspielsgemeinden, die allesamt dem historischen Bezirk der Rindsharde angehörten:
- Gedsted Sogn und Fjelsø Sogn (Landgemeinde Gedsted-Fjelsø)
- Hvam Sogn und Hvilsom Sogn (Landgemeinde Hvam-Hvilsom)
- Simested Sogn (Landgemeinde Simested)
- Testrup Sogn (Landgemeinde Testrup)
- Vester Bølle Sogn (Landgemeinde Vester Bølle)
- Øster Bølle Sogn (Landgemeinde Øster Bølle)
- Aalestrup

Nach der dänischen Kommunalreform, die am 1. Januar 2007 in Kraft trat, wurde der größte Teil der Kommune ein Teil der Vesthimmerlands Kommune, deren übrige Teile die zum Amt Nordjütland gehörenden Kommunen Aars, Farsø und Løgstør waren. Teile von Hvam schlossen sich jedoch der Großkommune Viborg an, Hvilsom hingegen der Großkommune Mariagerfjord.